# El siete machos
El siete machos es una película de comedia y wéstern mexicana de 1951 dirigida por Miguel M. Delgado y protagonizada por Mario Moreno "Cantinflas", Alma Rosa Aguirre y Delia Magaña. Esta es la única película en la que Cantinflas alterna y actúa junto con Alma Rosa Aguirre, aunque su hermana Elsa Aguirre aparecería junto a ella en Ama a tu prójimo (1958).

## Argumento
Después de la trágica muerte de su padre Don Guadalupe en una emboscada al despoblado hacía muchos años, Rosario (Alma Rosa Aguirre) vuelve tras diez años de ausencia a la hacienda que había sido de su fallecido padre; se le conocía como "La Niña Chayo", apodo que le daban los empleados. Rosario, era por consiguiente sobrina del actual hacendado y patrón, Don Carmelo, quien guardaba una relación de primos entre él y Don Guadalupe.
Beneficiado con la muerte de Don Guadalupe, Don Carmelo se había hecho dueño de la propiedad que recibía el nombre de "Hacienda Los Sauces", siendo él el artífice intelectual y material del homicidio de su primo, pero al enterarse de que su sobrina irá a visitarlo un sentimiento de duda y desconfianza le embarga, mandando a un sencillo empleado a recogerla a la estación del ferrocarril. Ese empleado era Margarito (Cantinflas), un peón ingenuo pero a la vez vivaz y pícaro de la hacienda que se siente atraído inmediatamente por Rosario y ella planea seguirlo a todas partes.
Rosario, soñadora como toda joven, llega a su tierra que la vio nacer con el deseo profundo de conocer al "Siete Machos" (interpretado también por Cantinflas) después de haber oído su hazañas por las que se siente atraída hasta ser rescatada de un caballo desbocado por el Siete Machos, un peligroso bandido que al estilo de Robin Hood reparte todo lo robado entre los pobres y estando siempre dispuesto a ayudar a los más necesitados; lo que le da fama de valiente y audaz que igualaba a muchos hombres, de ahí que su apodo fuera el de "Siete Machos", pues su valor equivalía a ese número en comparación con los demás; siendo además sin saberlo el hermano gemelo de Margarito.
La confusión entre Margarito y el Siete Machos genera la mayoría de las situaciones cómicas y el desenlace divertido y moralizador de la película.

## Reparto
- Mario Moreno "Cantinflas" como Margarito / El Siete Machos.
- Alma Rosa Aguirre como Rosario «La Niña Chayo», sobrina de Don Carmelo y enamorada de Margarito/El Siete Machos.
- Delia Magaña como Soledad «Chole», empleada de Rosario.
- Miguel Ángel Ferriz como Don Carmelo, tío de Rosario.
- Miguel Inclán como Antonio «Toño».
- Carlos Martínez Baena como Padre Guzmán (como Carlos M. Baena)
- Rafael Icardo como Don Ceferino.
- José Elías Moreno como El Chacal, cómplice del Siete Machos.
- Antonio R. Frausto com Jefe municipal.
- Enriqueta Reza como Yerbera.
- Ernesto Finance como Miembro de la banda del Siete Machos.
- Carlos Múzquiz como Manuel, mano derecha del Siete Machos.
- Ángel Infante como Don Guadalupe.
- Víctor Alcocer (no acreditado).
- José Chávez (no acreditado).
- Edmundo Espino como Maestro (no acreditado).
- José Luis Fernández como Secuaz del Siete Machos (no acreditado).
- Jesús García como Peón de hacienda (no acreditado).
- Leonor Gómez como Cocinera de hacienda (no acreditada).
- Cecilia Leger como Invitada a fiesta (no acreditada).
- Kika Meyer como Mujer en cantina (no acreditada).
- José Muñoz como Don Florentino (no acreditado).
- José Pardavé como Peón de hacienda (no acreditado).
- Aurora Ruiz como Felisa (no acreditada).